# جيمي برتراند
جيمي برتراند (بالإنجليزية: Jimmy Bertrand)‏ هو عازف جاز أمريكي، ولد في 24 فبراير 1900 في بيلوكسي في الولايات المتحدة، وتوفي في 1 أغسطس 1960.

## وصلات خارجية
- جيمي برتراند على موقع ميوزك برينز (الإنجليزية)
- جيمي برتراند على موقع أول ميوزيك (الإنجليزية)
- جيمي برتراند على موقع ديسكوغز (الإنجليزية)